# Metropol (biograf)

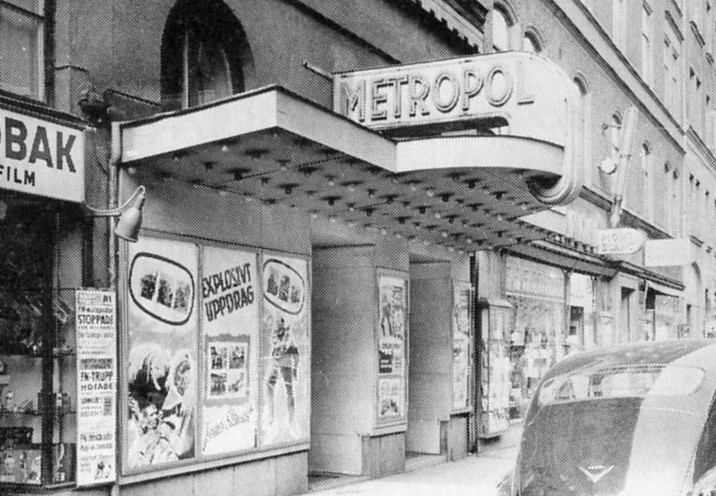
Metropol 1960, man ger "Explosivt uppdrag".

Metropol-Teatern var en biograf på Kungsholmen i Stockholm, som låg vid Sankt Eriksgatan 45, hörnet Fleminggatan. Biografen öppnade 1926 och stängde 1965. Det fanns en biograf med samma namn vid nuvarande Mariatorget, det öppnade 1908 och stängde 1923.
Fastigheten i kvarteret Trossen vid Sankt Eriksgatan / Flemminggatan förvärvades 1925 av Anders Sandrew tillsammans med en partner. De lät renovera byggnaden och även bygga in en biograf, som de nyttjade för egen del. Denna biograf blev början till Sandrews biograf- och filmföretag. Namnet "Metropol" var visserligen redan avsett för en annan biograf vid Sveavägen, men inte registrerat och Sandrew hann före.
Metropol var Sandrews minsta biograf. I salongen fanns till en början 404 platser som ökades till 443 i samband med en ombyggnad 1950. Då fick entrén även en uppåtriktad baldakin med glödlampsbelysning på undersidan och neonskylten "METROPOL" på ovansidan. Metropol var en typisk kvartersbiograf och blev nerlagd 1965. Lokalen kom under åren kring 1970 att nyttjas som diskoteket Play Time. I början av 1970-talet revs hela kvarteret Trossen och ett nytt bostadshus uppfördes. I dag upptas tomten av köpcentret Västermalmsgallerian.